# Wędkarstwo podlodowe

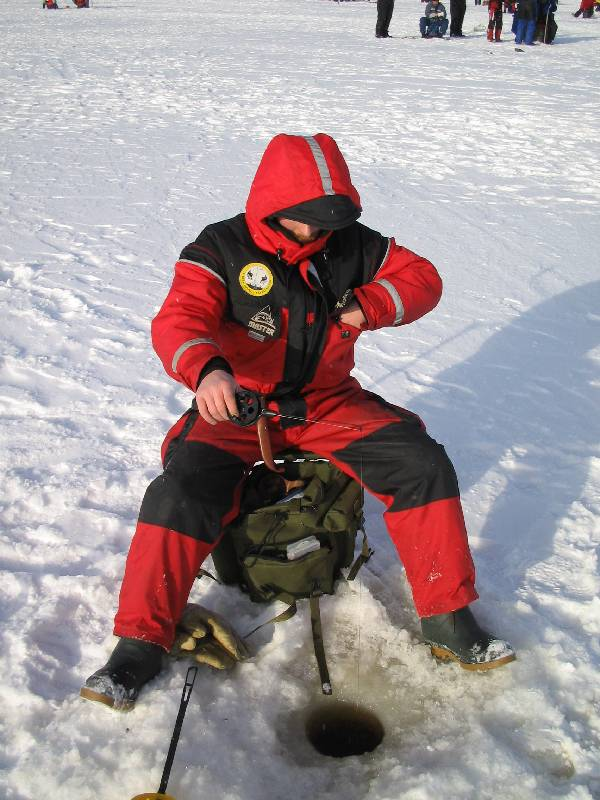
Wędkarz w czasie połowów podlodowych

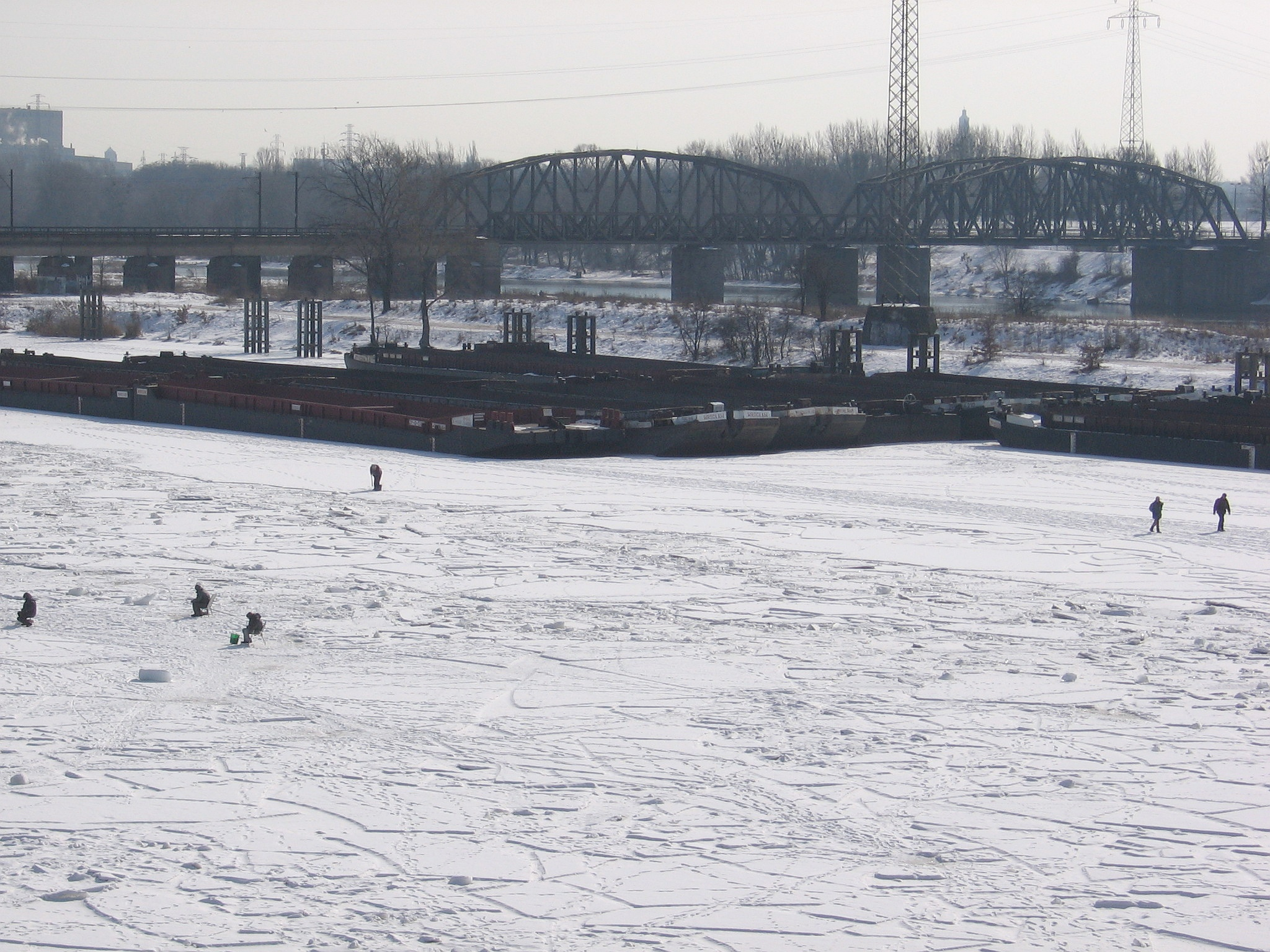
Wędkarze na lodzie odrzańskiej zatoki służącej jako zimowisko barek rzecznych (wędkujący nie stosują się do przepisu o 10 metrach odległości)

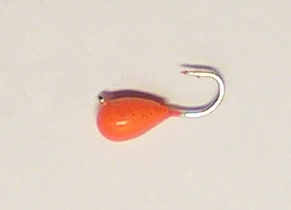
Mormyszka

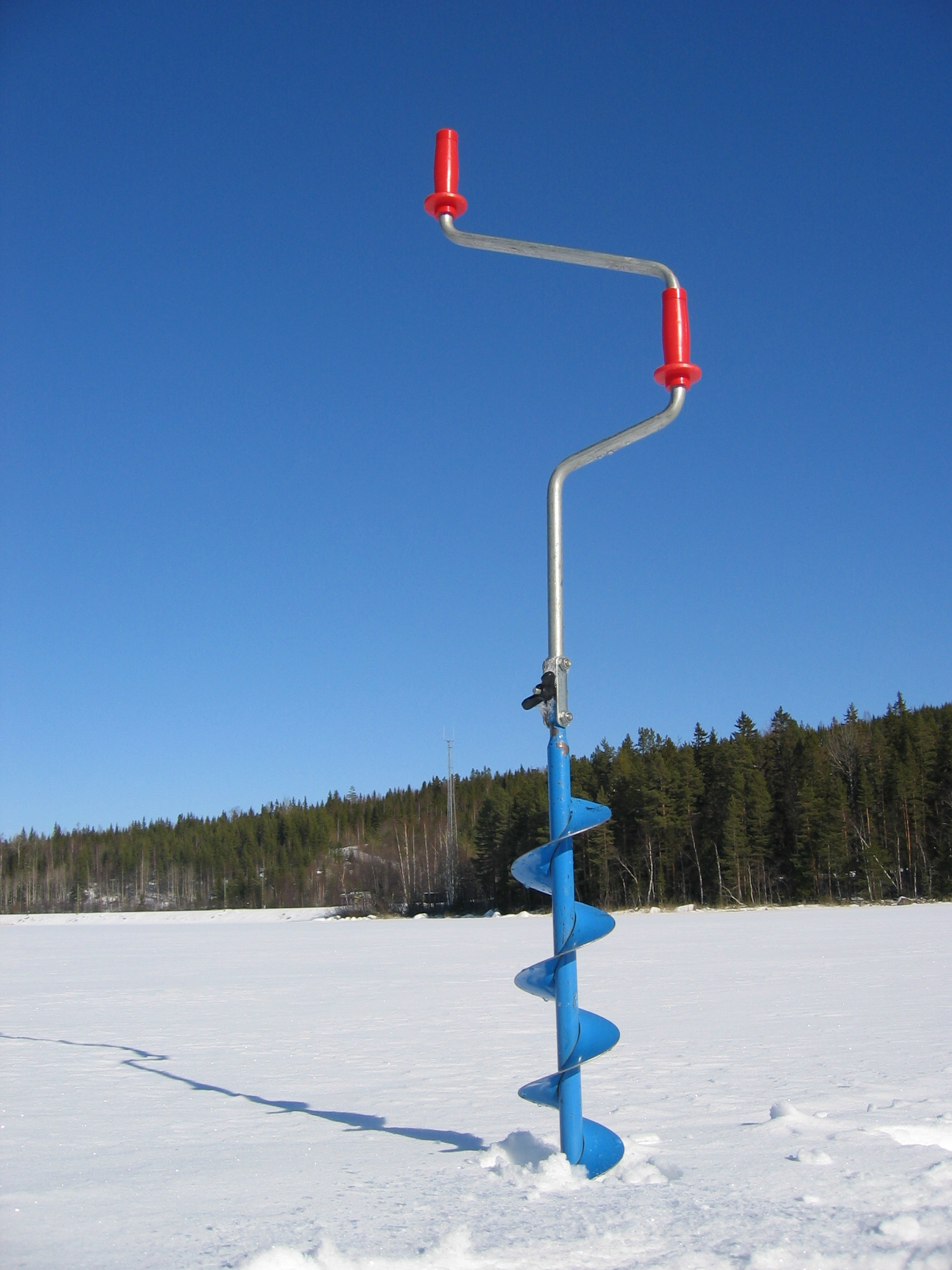
Świder do wiercenia przerębli

Wędkarstwo podlodowe – rodzaj hobby i sportu, polegający na połowie ryb spod lodu, praktykowany na zamarzniętych akwenach. Zasady połowu w Polsce regulowane są przez Polski Związek Wędkarski, zawarte w Regulaminie Amatorskiego Połowu Ryb PZW.

## Metody połowów pod lodem

### Mormyszka
Jest to metoda połowu ryb pod lodem, powstała w dalekiej Rosji i Skandynawii. Cechą szczególną jest krótkie wędzisko, często kilkunastocentymetrowe, z niewielkim kołowrotkiem o szpuli ruchomej, a stałej tylko w wodach głębokich. Wędzisko do tej metody często nie ma kołowrotka, a magazynkiem żyłki są dwa gwoździki umieszczone w uchwycie. Taka wędka składa się: ze wskaźnika brań umieszczonego na czubku wędziska, zwanego kiwokiem, żyłki o średnicy 0,05–0,15 milimetra, oraz przynęty, którą jest mormyszka. Mormyszka swoją nazwę wzięła od niewielkiego, wodnego bezkręgowca – kiełża (z rosyjskiego kiełż-mormysz), którego z założenia ma wiernie imitować. Może też udawać niewielką rybkę lub inne żyjątko wodne. Przynęta ta jest wykonana zwykle z ołowiu, cyny, ich stopu, a przy przeznaczeniu na wody głębokie, zrobiona jest z wolframu, aczkolwiek są również mormyszki ze złota, srebra i tym podobnych. Cała sztuka wędkowania polega na nadaniu odpowiednich ruchów naszej mormyszce. Należy wprawić ją w drgania o dużej amplitudzie – 200 do 300 ruchów na minutę. Pomaga nam w tym elastyczny kiwok, na przykład ze szczeciny dzika, paseczka z kliszy rentgenowskiej i tym podobnych. Po opuszczeniu przynęty na dno zaczynamy drgać, jednocześnie powolutku podnosząc mormyszkę do góry. Nasz kiwok w tym momencie powinien być leciutko zgięty pod ciężarem mormyszki, branie objawi się jego drganiem, wyprostowaniem, silnym ugięciem lub innym nietypowym ruchem kiwoka. Skuteczność naszej mormyszki podniesie założony na haczyk kolorowy koralik, kawałek nitki w kolorze czerwonym lub inna dekoracja, ale najlepsza, bezkompromisowo, jest larwa ochotki. Metoda ta, zależnie od rodzaju drgań, skuteczna jest na wszystkie gatunki ryb będące w naszych wodach. Na leszcza najlepsze jest położenie przynęty (dużej mormyszki z kilkoma-kilkunastoma ochotkami) na dno, na płoć najlepsze są czarne mormyszki z dwoma ochotkami i wprowadzone w jak największą ilość drobnych drgań, zaś okoń lubi małe, złote i srebrne przynęty z kilkoma ochoteczkami na haku. Najlepszy sprzęt do tej metody robią Rosjanie i Litwini. W jednym przeręblu łowimy kilka do kilkunastu minut i przesuwamy się dalej, w głąb łowiska wywiercając nowe otwory co 1–5 metrów.

### Błystka podlodowa
Przy tej metodzie używamy wędek nieco dłuższych (30–50 centymetrów), sztywniejszych. Żyłka także powinna mieć większą średnicę (0,1–0,2 milimetra). Wędka może, ale nie musi posiadać kiwoka, jeżeli go ma, to powinien być on wykonany ze sprężystej blaszki, na przykład sprężyny zegarowej. Za przynętę służą nam błystki podlodowe imitujące małe rybki. Po położeniu przynęty na dno podrywamy ją lekko do góry, kładziemy na dno i znowu podrywamy, taką operację powtarzamy wielokrotnie, zmieniając siłę szarpnięcia. Branie wyczujemy na wędce lub zauważymy na kiwoku tak, jak przy połowie na mormyszkę. Do błystki larwy ochotki nie są wskazane, można założyć jedynie sztuczny wabik, na przykład czerwoną koszulkę igielitową, kawałek wiskozy. Na błysteczkę poławiamy gatunki drapieżne, między innymi okonia, szczupaka, sieję, sandacza. Najlepsze są błystki, które daleko odchodzą od przerębla, a przy tym wykonują jak najbardziej nietypowe ruchy. Błystka może mieć wtopione dwa haki lub jeden haczyk, ewentualnie podwieszoną kotwiczkę. Im głębiej łowimy, tym większych przynęt używamy.

### Połowy na spławik
Zestaw do połowu spod lodu jest „odchudzoną” wersją zestawu letniego. Na żyłkę główną wybieramy przeźroczystą linkę o średnicy około 0,08–0,12 milimetra. Przypon odpowiednio 0,06–0,10 milimetra. Obciążenie skupione nad 15–20 centymetrowym przyponem, w postaci 3–4 śrucin, haczyk niewielki, z cienkiego drutu, najlepiej w kolorze czerwonym, spławik jak najmniejszy (od 0,2 grama przy połowie płoci na głębokości do 2 metrów, do 2–4 gramów, przy połowach z kilku metrów). Najlepszą przynętą są: larwy ochotki, białe robaki, pinki, jockers, sztuczne pasty o zapachu ochotki. Alternatywną przynętą są przynęty używane w innych porach roku. Przy temperaturach poniżej zera dobrze jest posmarować czubek spławika wazeliną lub olejem i wyważyć tak spławik, by był około pół centymetra pod powierzchnią wody. Używamy raczej spławików przelotowych. Wędka długości 40–60 centymetrów. Kołowrotek najlepiej o szpuli stałej.

### Inne metody połowu
Na przynętę z haczyka i kropelki żywicy epoksydowej
Przynętą jest haczyk, zwykle muchowy z kropelką żywicy epoksydowej lub kleju (na przykład Distalu), umieszczoną na trzonku haczyka. Kropelka tworzywa może być zabarwiona na rozmaite kolory, może też mieć zatopione dodatkowe elementy. Na haczyk zaczepić można larwy ochotki lub inne dodatki. Aby tak lekką przynętę zatopić umieszcza się kilka centymetrów nad nią obciążenie w postaci śrucinki. Alternatywą jest utworzenie pętli z żyłki i jej niesymetryczne przecięcie, czyli utworzenie tak zwanego troku. Po rozcięciu pętli, jedno z ramion troku powinno mieć około 5–15 centymetrów, a drugie 2–10 centymetrów. Do dłuższego ramienia dowiązuje się ciężarek, a do krótszego przynętę (można użyć samego haka z ochotką). Powinno się stosować kiwok lub odpowiednio miękką szczytówkę. Branie można także wyczuć na wędzisku (najlepiej użyć szczytówki węglowej). Długość wędziska powinna zawrzeć się w granicach 30–50 centymetrów. Kołowrotek raczej o szpuli stałej. Żyłka powinna mieć grubość dostosowaną do poławianych gatunków ryb.